# Tomás Luís Osório
Tomás Luís Osório (Cartaxo, c. 1717 – Lisboa, 21 de abril de 1768) foi um militar português, mais conhecido por liderar tropas contra o vice-rei Pedro de Cevallos na região da Banda Oriental durante a Guerra contra a Espanha na década de 1760. Foi tio-bisavô do Marquês do Herval, Manuel Luís Osório. 

## Biografia
Tomás Luís Osório nasceu por volta de 1717 em Cartaxo, filho de Francisco da Fonseca Osório e de sua mulher, Antónia Maria Perestrelo. Era irmão de José Luís Osório e sobrinho de Diogo Osório Cardoso.  
Era casado com Francisca Joaquina de Almeida Castelo Branco, filha de José Rolão Pimentel e de Josefa Teresa da Silva Castelo Branco.
Osório serviu no posto de capitão do Regimento de Dragões do Rio Pardo até 24 de Dezembro de 1749. Passou a sargento-mor em 13 de Dezembro de 1750, havendo-se, conforme diz a sua carta-patente «com honra, valor e distinção em todas as diligências que lhe foram confiadas no decurso desse tempo.» Foi elevado a tenente-coronel em 1752 e depois a coronel do referido Regimento.

### Guerra Guaranítica
Após o frustrado ataque ao Forte de Jesus, Maria e José do Rio Pardo, em 22 de Janeiro de 1754, o general Gomes Freire enviou um contingente de 200 homens comandado pelo coronel Osório para reforçar a guarnição do forte. Novamente, no dia 29 de Abril, por volta das 8 da manhã, os guaranis atacaram o forte sob o comando de José Tiaraju, do cacique Alexandre Mouarari e de mais um jesuíta. O ataque foi fracassado, e o tenente Pinto Bandeira perseguiu e aprisionou 53 guaranis, dentre eles estava Tiaraju. Os guaranis foram levados para o Rio Grande, e 38 deles foram chacinados pelos condutores, na Lagoa dos Patos. Os demais, incluindo Tiaraju, foram libertados por Osório.
Durante a Batalha de Caiboaté, em 10 de Fevereiro de 1756, Osório foi ferido em três partes: recebeu duas flechadas no braço direito e uma nas costas, mas sem correr o risco de perder a vida.
Logo após a Batalha de Caiboaté, na Passagem do Rio Churiebi (atual Arroio Chuni), Osório escapou incólume entre um chuveiro de flechas, pedras e tiros de bocas de fogo.
Em Junho de 1758, pelos seus feitos durante a Guerra Guaranítica, o general Gomes Freire de Andrade, futuro Conde de Bobadela, fez uma doação ao coronel Osório, de terras que ficavam às margens da Lagoa dos Patos. Nessas terras, mais tarde, se formaria a atual cidade de Pelotas.

### A guerra contra a Espanha
Osório foi destacado para a fronteira do Rio Grande em 1762, e em 6 de Outubro do mesmo ano, Osório começou a reconstruir a Fortaleza de Santa Teresa. Em 16 de Abril, Cevallos toma posições à frente da trincheira de Santa Teresa, com 6 000 homens, enquanto Osório tinha apenas com 320. Em 19 de Abril, Cevallos invade a fortaleza, Osório rende-se e Cevallos o faz prisioneiro junto com 25 oficiais, onde são enviados para a Colónia do Sacramento e logo soltos em virtude do armistício celebrado.
Seguindo para o Rio de Janeiro, o coronel foi preso na Fortaleza de São José da Ilha das Cobras, onde, no processo da supracitada devassa, foi interrogado e solto. Seguiu para Minas Gerais, o envolveram numa denúncia falsa de que lhe resultou em uma nova prisão, por dar guarida a um jesuíta, ou por corresponder-se com os jesuítas, a quem foi agradável a perda da Colónia do Sacramento, como diz Camilo Castelo Branco no Perfil do Marquês de Pombal. Osório foi enviado a Lisboa, e lá enforcado na Cruz dos Quatro Caminhos, a 21 de Abril de 1768. Após a sua morte, a sua viúva apresentou provas que mostravam o erro da acusação.